# Революція колод
Революція колод (хорв. Balvan revolucija) — повстання, яке почалося 17 серпня 1990 року в районах Республіки Хорватія зі значною часткою сербського населення. Цим подіям, які переростуть у стан війни, передував цілий рік напруженості, включаючи дрібні сутички і перестрілки.

## Передісторія
Напередодні перших вільних виборів у квітні і травні 1990 року міжнаціональні відносини між хорватами і сербами в Соціалістичній Республіці Хорватія стали предметом політичних дискусій.
У селі Берак місцеві серби спорудили барикади, щоб зірвати ці вибори.
Під час акту передачі в Хорватії урядових повноважень від колишньої до нової влади Югославська народна армія влаштувала «планові військові навчання», в ході яких в аеропорту Плесо було розгорнуто полк парашутистів, що було сприйнято як приховану погрозу.
14 травня 1990 року ЮНА вилучила зброю в Територіальної оборони (TO) Хорватії, запобігаючи можливості Хорватії мати свою власну зброю, як це сталося в Словенії. За словами Борисава Йовича, це було вчинено на прохання СР Сербії. Це вилучення зробило Хорватію вкрай уразливою до тиску з боку Белграда, керівництво якого посилило свої територіальні зазіхання на Хорватію.
На знак протесту войовниче налаштована частина хорватських сербів у районах, де ті становили більшість, почала відмовлятися визнавати нову хорватську владу і провела з початку 1990 року низку зборів і мітингів протесту.
У червні і липні 1990 року представники сербів Хорватії відкрито відкинули запропоновані новим урядом поправки до Конституції СР Хорватії, якими змінено назву республіки і введено нові державні символи. Герб Хорватії, відомий сербському населенню як шахівниця, асоціювався у їхній свідомості із символікою, яку під час Другої світової війни використовувала профашистська Незалежна Держава Хорватія, хоча шахівниця вже офіційно містилася в гербі югославської республіки Хорватії.
Влітку 1990 року процес порізнення продовжився. Зі службового листування зникла кирилиця. Зі шкільних програм вилучалися тексти з історії Югославії, як і твори югославських письменників чи поетів.
Оскільки напруженість зростала і війна ставала все більш неминучою, сербів у державних установах змушували підписувати «листи лояльності» до нового уряду Хорватії. Відмова це зробити оберталася негайним звільненням. Це було особливо помітно у МВС, коли деяких сербів, що там працювали, було заарештовано. Чинився тиск на представників сербської інтелігенції.

## Блокування
Місцеві серби під керівництвом Мілана Бабича і Мілана Мартича проголосили за підтримки Сербії в серпні 1990 року САО Книнська Країна і почали блокувати дороги, що сполучають Далмацію з рештою Хорватії. Блокування здійснювалося здебільшого з допомогою колод, вирубаних у довколишніх лісах, тому подію прозвали «революцією колод». Організатори озброїлися незаконною зброєю, яку поставляв Мартич. Оскільки це була спланована акція, вчинена в літню пору і націлена на розрив зв'язків з Далмацією, значного економічного збитку було завдано хорватському туризмові.
Заколот серби пояснювали тим, що їх «тероризують [хорватські органи влади]» і що вони «[виборюють] більше культурних, мовних і освітніх прав». Сербська газета «Večernje Novosti» писала, що «2 000 000 сербів готові іти в Хорватію воювати». Західні дипломати відзначали, що «сербські ЗМІ розпалюють пристрасті», а уряд Хорватії заявляв: «Ми знали про сценарій зі створення замішання у Хорватії…».
Ті незначні сутички «революції колод», судячи з усього, спричинили втрати в лавах поліції — у ніч з 22 на 23 листопада 1990 поблизу Оброваца на пагорбі було обстріляно хорватський поліційний автомобіль, а один із поліціянтів, 27-річний Горан Алаваня, помер від сімох вогнепальних поранень. Інцидент зачепив трьох поліціянтів сербської національності, яких, за повідомленнями, застрелив одиничний сербський бойовик-заколотник, але з цим убивством, насправді, офіційно так і не розібралися.
В іншому більш ранньому інциденті поблизу Петріні в ніч із 28 вересня 1990 пострілом із вогнепальної зброї було вбито ще одного хорватського правоохоронця Йосипа Божичевича, а в доповідній записці МВС, що стала надбанням громадськості, це класифікувалося як нещасний випадок з летальним результатом.
21 грудня 1990 року муніципалітети Книн, Бенковац, Войнич, Обровац, Грачаць, Двор і Хорватська Костайниця прийняли «Статут Сербської Автономної Області Країна».
Із серпня 1990 по квітень 1991 зареєстровано понад двісті збройних сутичок за участю бунтівних сербів і хорватської поліції.

## Наслідки
У квітні 1991 року почалися відкриті воєнні дії хорватської війни за незалежність.
У рамках угоди зі стороною обвинувачення про визнання своєї провини Мілан Бабич 2006 року свідчив проти Мартича на судовому процесі МТКЮ, заявивши, що Мартич «обманом заручився його згодою на революцію колод». Він також свідчив, що вся війна в Хорватії була «зоною відповідальності Мартича, диригованою з Белграда».